# 蜷川実花
蜷川 実花（にながわ みか、1972年10月18日 - ）は、日本の女性写真家、映画監督。
クリエイティブ・ディレクターとしても活動し、美術、芸術、写真、映像、デザインなどのアートディレクションやインスタレーションを手掛ける。小山登美夫ギャラリーに所属し、芸能事務所はエイベックス・マネジメントと提携している。

## 来歴
演出家・映画監督の蜷川幸雄と元女優でキルト作家の真山知子（蜷川宏子）夫妻の間に第一子として出生、妹が一人いるが一般人のため公表されていない。従姉は女優の蜷川有紀、蜷川みほ。曾祖父は俳優の谷崎十郎。
桐朋女子高等学校、多摩美術大学美術学部グラフィックデザイン学科卒業、芸術学士号を授かる。
大学卒業後、写真家として作品を発表し第13回キヤノン写真新世紀優秀賞（1996年）を受け、20代で木村伊兵衛写真賞（2001年・第26回、長島有里枝・HIROMIXと同時受賞）を授かり、国内外で#写真展を開く。
映像作品も多数手がける。2010年にAKB48「ヘビーローテーション」のPV監督。
2016年4月18日号から、朝日新聞社のニュース週刊誌『AERA』の表紙写真を担当している（坂田栄一郎から交代）。
2020年東京オリンピック・パラリンピック組織委員会で理事を務めた。

### 映画の仕事
2007年2月24日公開の映画『さくらん』で、初の映画監督を務める。2012年映画『ヘルタースケルター』で新藤兼人賞を受賞。2019年には『Ｄｉｎｅｒ　ダイナー』、『人間失格　太宰治と３人の女たち』と2本の映画を公開。2020年にはNetflixオリジナルドラマの監督作『FOLLOWERS』が配信スタート。

## 家族
1997年に最初の結婚をしたがその後離婚。2004年に再婚し2007年に離婚。2007年10月に妊娠していることを自身が編集長を務める雑誌ほかにて公表した。同年12月11日に男児を出産した。一部報道では事実婚とされていたが、自身の公式ウェブサイト内の日記にて、結婚したことを発表している。2015年5月24日、ブログにて第2子妊娠を報告。9月25日、インスタグラムにて第2子出産を公表。

## 賞歴
- 1996年、第7回写真3.3m2展（ひとつぼ展）・グランプリ
- 1996年、第13回キヤノン写真新世紀・優秀賞
- 1998年、第9回コニカ写真奨励賞
- 2001年、第26回木村伊兵衛写真賞
- 2006年、第13回VOCA展大原美術館賞（上野の森美術館）
- 2012年、第17回新藤兼人賞銀賞（『ヘルタースケルター』）[8]
- 2019年、エル シネマアワード2019 エル ベストディレクター賞[9]

## 出版物

### 海外の出版社
- 『MIKA NINAGAWA』（2010.10 Rizzoli New York）[注釈 1]
- 『Acid Bloom』（2003.08 Nazraeli Press）国内と並行出版

### 国内の出版社
メタローグ
- 『17 9 '97』(1998.02)
- 『Baby Blue Sky』(1999.11)

幻冬舎
- 『French kiss』桜井亜美共著（1999.12）写真詩集
- 『Firefly』桜井亜美共著 (2000.12) 写真小説
- 『fragile』桜井亜美共著（2002.12）写真詩集
- 麻生久美子写真集『いろいろないろ』（2004.12）
- 大塚愛写真集『キミイロオモイ』（2005.02）
- 大島優子写真集『脱ぎやがれ！』（2014.09.18）

光文社
- 仁香写真集『東京色』（2000.01 光文社光進社）

エディシオントレヴィル
- 『Pink Rose Suite』（2001.01）
- 『a piece of heaven』（2002.05）
- 『Acid Bloom』（2003.08） 海外と並行出版

- 『Liquid Dreams』（2003.12）

河出書房新社
- 『Sugar and Spice』（2000.12）
- 『Kissよりおいしいお菓子を教えて』(2001.01）詩写真集 詩: chiaki
- 文藝別冊『総特集　蜷川実花』（2009.12）
- 『noir』（2010.10）
- 『桜』（2011.07）
  - 『桜』中国語版（2019.4）
- 『Light of』（2016.07）
- 『うつくしい日々』（2017.05）
  - 『うつくしい日々』中国語版（2018.11.22.）
- 『東京 TOKYO』（2020.6.8）

講談社
- 『like a peach』（2002.05）
- 小池栄子写真集『PARAISO』（2003.12）
- 栗山千明写真集『プリンセス』（2004.01）
- 『over the rainbow』（2004.06）
- 『mika』（2004.06）
- 『floating yesterday』（2005.11）
- 『さくらん写真集』（2007.02）
- 『ANNA』土屋アンナ写真集（2007.02）
- 『監督日記』（2007.03）
- 『新・妊婦道』岩堀せり著（2008.03）
- 『NINAGAWA WOMAN』（2008.10）
- 宝海大空写真集『宝海大空×蜷川実花』(2011.02)
- 『NINAGAWA WOMAN 2』（2013.01）
- 『NINAGAWA MEN 1』（2013.01）

新潮社
- 『月刊』シリーズ
  - 『月刊 木内晶子」（2002.08）
  - 『月刊 遠藤久美子』（2003.12）
  - 『月刊 宮地真緒』（2004.12）
  - 『月刊 熱帯魚』（2009.6）

角川書店
- 小林明実写真集『CHANPLOO』（2002.09）

飛鳥新社
- 土屋アンナ写真集『White Ice Sherbet』（2003.01）

集英社
- 成宮寛貴写真集『milk』(2004.06 )
- 松山ケンイチ「L FILE　No.15』（2008.01）
- 『蜷川妄想劇場 ～mika's daydreaming theater～』（2008.03）

阪急コミュニケーションズ
- 『WE LOVE ジェンヌ 極彩 TAKARUZUKA』(2005.01)
- 『FEVER 水夏希写真集』（2008.09）
- 大空祐飛写真集「I'm here』（2010.06）

インデックス・コミュニケーションズ
- 『蜷川宏子のパッチワークキルトcollaborate with Ninagawa Mika』(2006.2)
- 『girls' holiday！』（2007.05）

小学館
- 『永遠の花』（2006.11）
- 「UMEZZ HOUSE』（2010.10）
- 夢眠ねむ写真集『peppermint』（2017.6.26）
- 『悪い男』（2020.2.12）

ワニブックス
- 中川翔子写真集「しょこれみかんぬ』（2007.3）
- 中川翔子写真集「しょこれみかんぬ 2』（2011.01）

角川マガジンズ
- 「IRODORI』（杏写真集）（2007.04）

祥伝社
- 「EROTIC TEACHER ××× YUCA』（2008.08）
- 『オラオラ女子論』（2012.06）

美術出版社
- 「美術手帖』2008年11月号（2008.10）
- 「FLOWER ADDICT』（2009.08)

MATOI PUBLISHING
- 『ニナデジ Vol.1』（2011.05）
- 『ニナデジ Vol.2』（2013.12）
- 『earthly flowers, heavenly colors』（2017.03）

MATCH and Company/bookshop M
- 『PLANT A TREE』（2011.07）
- 『Self-image」（2013.11）

月刊MEN
- 『真司郎』（2011.06 ポニーキャニオン）
- 『SPECIAL　窪塚洋介　NOWHERE』（2011.07 ポニーキャニオン）
- 『大東駿介』（2012.01 ポニーキャニオン）
- 『武田真治』（2012.02 ポニーキャニオン）
- 『金子ノブアキ』（2012.03 ポニーキャニオン）
- 『綾野剛』（2012.05 ポニーキャニオン）
- 『松田翔太』（2012.09 イーネット・フロンティア）

ギャンビット
- 『豊川悦司 × 蜷川実花」（2013.03）
- 『斎藤工 × 蜷川実花」（2013.08）
- 『斎藤工 蜷川実花　京都編」（2015.05）
- 『斎藤工 蜷川実花　東京編」（2015.05）

光村推古書院
- 『TOKYO INNOCENCE」（2013.12）
- 『FASHION EXCLUSIVE」（2016.04）

パイインターナショナル
- 『trans-kyoto』（2018.4.26. ）
- 『蜷川実花　虚構と現実の間に』(2018.07.11)。 NCID BB27032381。別題『Mika Ninagawa : into fiction/reality』ISBN 9784756250957。巡回展の展示図録。会期は2018年6月30日-同9月9日、会場は熊本市現代美術館 ほか。

その他の版元
- 「ラッキースターの探し方』（2006.07 DAI-X出版）
- 『PHOTO GRAPHICA特別号NINAGAWA SHANGHAI 2010』（2010.01 エムディエヌムック）
- 『LUMEN#07 NINAGAWA BAROQUE』（2010.10 アートビートパブリッシャーズ）
- 稲垣早希写真集『桜 稲垣早希』（2011.01 ヨシモトブックス）
- 『蜷川実花の言葉集』（2011.04 イースト・プレス）
- 「STAIRWAY TO HEAVEN 蜷川実花 X 阿信｜天堂｜影像書」（2012.02）
- 『Renaissance」（2013.05 竹書房）
- 『Oh! My RODY」（2014.02 TMWC）
- 『REON」（柚希礼音写真集）（2015.02 TAKARAZUKA Creative Arts）
- 蜷川実花写真集『IN MY ROOM」（2016.6.30 スペースシャワーネトワークス）[10]
- Tokyo Disney Resort Photography Project — Imagining the Magic Photographer Mika Ninagawa『HAPPIEST MAGIC』（2019.3.8）

ファッションハウス
- 『CELINE meets Mika Ninagawa』CELINE（2007.05）
- 『Go Ayano (MARC JACOBS BANG BANG)』（2012.03 heuristic + artbeat publishers）

### 単行本以外
- 『MIKA FLOWERS』（2001.07 ピエ・ブックス）ポストカードブック
- 『TEMPTATION BOX』（2010.08.11）特典フォトブック。SCANDALのCDアルバム付録、完全限定生産盤

## その他の作品
映像作品
- mod's hair「Cheap Trip」（2003年8月）
- rose bullet　2007S/Sイメージビデオ（2007年2月）
- WWD x au special fashion shooting（2008年4月）
- Cher　15th anniversary film（2010年3月）
- shu uemura「SAKURA」（2011年1月）
- エスエス製薬　ハイチオールB（2011年7月）
- サマンサミューズオールスターズ 
  - Samantha Thavasa　フラワー編（2011年9月）
  - Samantha Thavasa　ルーム編（2011年11月）
  - Samantha Thavasa　スプリング編（2012年2月）
  - Samantha Thavasa　OYASUMI篇（2012年10月）

- FIRE BALL「ふともも」（2012年7月）
- Alicia Keys「Girl On Fire directed by Mika Ninagawa」（2013年1月）
- AMIAYA 「MAGIC COLOR」（2013年4月）
- 篠田麻里子　卒業映像（2013年7月）
- Folli Follie（フォリフォリ）「A Day with Masami Nagasawa Directed by Mika Ninagawa」（2014年11月）
- 『ONE PIECE』コミックス100巻/アニメ1000話記念映像作品「WE ARE ONE.」（2021年8月）

ジャケット
- 飯塚雅弓 シングル『やさしい右手』（2002年4月24日）『恋の色』（2002年6月26日）
- L'Arc〜en〜Ciel アルバム『SMILE』（2004年3月31日） ※ 撮影を担当。
- AKB48 アルバム『ここにいたこと』（2011年6月8日） ※ フォトブック撮影も担当。
- 林原めぐみ ベストアルバム『VINTAGE White』（2011年6月11日）
- 大森靖子 アルバム『絶対少女』（2013年12月11日）
- JY シングル『好きな人がいること』（2016年8月31日） ※ PV監督も担当
- 幾田りら シングル『百花繚乱』（2025年1月10日配信 / 2025年3月19日CD発売）※配信版と初回生産限定盤、通常盤CDジャケットを担当。またミュージック・ビデオの監督も務めた。

カレンダー
- 嵐 カレンダー『2009年4月-2010年3月カレンダー』（2009年2月）

その他
- 東日本旅客鉄道 上越新幹線『GENBI SHINKANSEN（現美新幹線）』（2016年4月29日運行開始） - エクステリアデザイン

## 監督作品

### 映画
- さくらん（2007年2月24日公開）
- ヘルタースケルター（2012年7月14日公開）[注釈 2]
- Diner ダイナー（2019年7月5日公開）
- 人間失格 太宰治と3人の女たち（2019年9月13日公開）
- ホリック xxxHOLiC（2022年4月29日公開）

### 配信ドラマ
- FOLLOWERS（2020年2月27日、Netflixオリジナルドラマ）

### PV
アーティストの50音順。
- AKB48
  - ヘビーローテーション（2010年8月18日）[注釈 3]
  - 呼び捨てファンタジー（2011年12月7日）
  - Sugar Rush（2012年10月30日）
  - さよならクロール（2013年5月22日）[注釈 3]
  - 君はメロディー（2016年3月9日）[注釈 3][注釈 3]
- 「映画えんとつ町のプペル」オープニング主題歌
  - HALLOWEEN PARTY - プペル Ver. -（2020.10.31）
- アリシア・キーズ
  - ガール・オン・ファイア（2012年11月28日） - 日本オリジナルMV
- 幾田りら
  - 百花繚乱（2025年3月7日）[15]
- GLAY
  - BLEEZE（2014年7月9日）[注釈 3]
- 倖田來未
  - ピンク スパイダー（2013年2月27日）[注釈 4]
- EXILE TAKAHIRO
  - 一千一秒（2013年6月26日）[注釈 3]
- The Birthday
  - 涙がこぼれそう（2008.10）
- 三代目J Soul Brothers
  - 花火（2012年8月8日） [注釈 3][注釈 3]
  - Powder Snow 〜永遠に終わらない冬〜（2012年11月14日）[注釈 3]
- JY
  - 好きな人がいること（2016年8月31日）[16]
- Thinking Dogs
  - あと100マイル（2015年6月24日）
- NEWS
  - KAGUYA（2015年1月7日）
- Flower
  - さよなら、アリス（2015年2月18日）
- MAN WITH A MISSION
  - Memories（2016年1月27日）
- ゆず
  - 明日天気になぁれ（2007年5月23日）
  - 雨のち晴レルヤ（2013年11月13日）[注釈 3]
- 鹿晗
  - 微白城市（Winter Song）（ 2017年1月8日）

## 展覧会

### 国内
| 時期                    | 展覧会                                   | 会場と都市 | 備考 |
| ----------------------- | ---------------------------------------- | --- | ---- |
| 2008.11                 | 「蜷川実花展 ―地上の花、天上の色―」      | 東京オペラシティアートギャラリー |      |
| 2003.11 2004.03         | 「Liquid Dreams」                        | - 渋谷パルコミュージアム - 名古屋パルコギャラリー |      |
| 2004.06                 | 「mika over the rainbow」                | ラフォーレミュージアム - 2004.07 HEP HALL（大阪）/ - 2004.09 広島PARCO（広島）/ - 2004.09 名古屋タカシマヤ（名古屋）/ - 2004.09 三菱地所アルティアム（福岡） |      |
| 2009.07 2009.10 2009.12 | 「蜷川実花展 ―地上の花、天上の色―」      | - 霧島アートの森（鹿児島） - 西宮市大谷記念美術館 - 高知県立美術館                                                                                           |      |
| 2012.02                 | 「蜷川実花展」                           | 浦添市美術館（沖縄） |      |
| 2015.01                 | 「蜷川実花：Self–image」                 | 原美術館 |      |
| 2015.11                 | 「蜷川実花展」                           | 新潟県立万代島美術館 |      |
| 2016.06                 | 「IN MY ROOM」                           | パルコミュージアム |      |
| 2017.05                 | 「うつくしい日々」                       | 原美術館 |      |
| 2018.6.30               | 「蜷川実花展ー虚構と現実の間にー」       | 熊本市現代美術館 |      |
| 2018.4.14               | 「蜷川実花写真展 UTAGE」                 | 美術館「えき」KYOTO |      |
| 2020.6.12               | 「東京 TOKYO / MIKA NINAGAWA」           | PARCO MUSEUM TOKYO |      |
| 2021.9.16               | 「蜷川実花展 -虚構と現実の間に-」        | 上野の森美術館 |      |
| 2021.07                 | 「蜷川実花展 ―虚構と現実の間に―」        | 山梨県立美術館 |      |
| 2022.3.19               | 富山県美術館開館5周年記念 「蜷川実花展」 | 富山県美術館 |      |

- 1997.03「Walk３」[銀座ガーディアン・ガーデン]
- 1999.06「Baby Blue Sky」[新宿コニカプラザ]
- 1999.11「女神の島のクリスマス」[原宿ナディッフ]
- 1999.12「French kiss」[原宿ロケット]
- 2000.01「Pink Rose Suite」[原宿ロケット]
- 2000.12「Sugar and Spice」[代官山フォトギャラリー] / 2001.05[大阪タンクギャラリー]
- 2001.04「まろやかな毒景色」[渋谷パルコギャラリー] /
  - 2001.09 [名古屋パルコギャラリー]
- 2002.04「私は海を抱きしめていたい」[原宿ナディッフ]
- 2002.05「like a peach」[青山・スパイラル/スパイラルガーデン] /
  - 2002.08 [ラフォーレ原宿・松山]
- 2002.05「MIKA NINAGAWA at ISSEY MIYAKE AOYAMA」[イッセイミヤケ青山店]
- 2003.08「Acid bloom」[原宿ナディッフ] / [ギャラリーロケット]
- 2003.08「Acid bloom＃2」[原宿ナディッフ]
- 2004.11「photographs2001-2004」」[小山登美夫ギャラリー]
- 2004.11「MIKA NINAGAWA 蜷川実花展」[TKGY at lammfromm]
- 2005.11「floating yesterday」[GALLERY SPEAK FOR]
- 2006.11「永遠の花 1」[トーキョーワンダーサイト渋谷]
- 2006.11「永遠の花 2」[小山登美夫ギャラリー]
- 2007.04「girls’ holiday!」[LAPNET SHIP]（原宿）
- 2007.05「CELINE meets Mika Ninagawa」[伊勢丹新宿店本館1F ザ・ステージ]
- 2007.05「永遠の花」[ガレリアミーシャ]（高松）
- 2007.09「girls’ holiday!」[静岡パルコ]
- 2007.12「NINAGAWA WOMAN」[表参道ヒルズ]

- 2008.03「蜷川実花展」[Mizuho Oshiro Gallery]（鹿児島）
- 「蜷川妄想劇場」
  - 2008.03 [パルコファクトリー]（渋谷）
  - 2008.04 [札幌パルコ]
  - 2008.05 [名古屋パルコ]
  - 2008.08 [仙台パルコ]
- 2008.12「蜷川実花 GIFT goods and prints @ NADiff」[NADiff a/p/a/r/t B1F]
- 2009.10「FLOWER ADDICT」[小山登美夫ギャラリー京都]
- 2009.12「Mika Ninagawa; GIFT Goods and Prints」[NADiff a/p/a/r/t]
- 2010.02「UMEZZ HOUSE」[京都極楽堂／蜷川実花写真館]
- 2010.04「ニナガワ・バロック／エクストリーム」NADiff A/P/A/R/T（東京）
- 2010.10「FLOWER ADDICT」Mizuho Oshiroギャラリー（鹿児島）
- 2010.11「noir」小山登美夫ギャラリー（東京・清澄）
- 2011.05「蜷川実花写真展：MIKA NINAGAWA」[キヤノンギャラリーS]
- 2011.04「TOKYO UNDERWORLD」[京都極楽堂／蜷川実花写真館]
- 2012.07「蜷川実花写真展「ヘルタースケルター」」[パルコミュージアム（渋谷）]
- 2012.02「桜」[六本木ヒルズ A/D ギャラリー]
- 2012.04「PLANT A TREE」[小山登美夫ギャラリー]
- 2012.12「蜷川実花展」[8/ ART GALLERY/ Tomio Koyama Gallery]
- 2013.04「LUCKY STAR NINAGAWA MEN & WOMEN」[表参道ヒルズ スペース オー]
- 2013.07「蜷川実花展」[金津創作の森 アートコア1 ミュージアム]
- 2013.10「蜷川実花「noir」」[ミュゼふくおかカメラ館]
- 2014.08「TOKYO INNOCENCE」[阪急うめだ本店9階 祝祭広場、ウィンドウ]
- 2014.11「蜷川実花写真展」[フジフイルムスクエア]
- 2015.02「noir」[8/ART GALLERY/TOMIO KOYAMA GALLERY]
- 2015.02「Portraits & Flowers」[CAPSULE&SUNDAY]
- 2015.07「蜷川実花写真展」[富士フイルムフォトサロン]
- 2015.09「蜷川実花×すみだ水族館 クラゲ万華鏡トンネル」
- 2016.07「Light of」[パーキング銀座]
- 2017.03「earthly flowers, heavenly colors」[丸の内ハウス]
- 2017.09「Yohji Yamamoto x Mika Ninagawa BLACK LIGHTS」[ヨウジヤマモト青山本店]
- 2018.4.14　Mika Ninagawa Instalation「Replication」[ザ・ノース・フェイス STANDARD 京都]
- 2018.10.16 Mika Ninagawa Instalation「Central Blender」[COMMON]
- 2018.11.30 東京ディズニーリゾート®･フォトグラフィープロジェクト 「イマジニング・ザ・マジック」写真展　Colors of Celebration [フジフイルム スクエア]
- 2020.1.22 「GO Journal 04」発刊記念ポップアップ [渋谷スクランブルスクエアイベントスペース「L×7」]
- 2020.6.12 noir作品展示 [Meets by NADiff]
- 2020.7.3 「蜷川実花展 －千紫万紅－」[新宿 北村写真機店 6F Space Lucida]
- 2020.7.29 作品展示 [PHILLIPS]
- 2021.1.30 「蜷川実花 ポラロイド展 “escape”」[Ff]
- 2021.10.7 「花」[渋谷パルコ OIL by 美術手帖]
- 2021.10.27 みんなの道後温泉 活性化プロジェクト [道後温泉別館 飛鳥乃湯泉中庭]
- 2021.11.26 東京ディズニーリゾート®・フォトグラフィープロジェクト イマジニング・ザ・マジック写真展「Colors of Dreams」 [フジフイルム スクエア]

### 海外展
| 時期      | 展覧会                                                    | 会場と都市                                                      | 備考                                 |
| --------- | --------------------------------------------------------- | --------------------------------------------------------------- | ------------------------------------ |
| 2021.7.29 | 「Tokyo: Art & Photography」                              | アシュモレアン博物館（イギリス）                                |                                      |
| 2018.11.3 | 台中フローラ世界博覧会「Eternal scape」                   | 台湾、台中市后里エリア「花舞館」内                              |                                      |
| 2016.03   | 「蜷川実花展」                                            | MOCA TAIPEI（中国語）（台湾）                                   |                                      |
| 2015.12.  | 「Now and Then, Japanese Photography and Art」            | Priska Pasquer（ドイツ、ケルン                                  |                                      |
| 2015.11   | 「Now and Then, Japanese Photography and Art」            | Priska Pasquer（ドイツ、ケルン）                                |                                      |
| 2013.10.  | 「daido moriyama mika ninagawa fotografie aus japan」     | フリデリキアヌム（英語）（ドイツ、カッセル）                    |                                      |
| 2011.07   | 「蜷川實花 個展 - Flower and Goldfish」                   | MOT/ARTS（台北）                                                |                                      |
| 2011.07   | 「蜷川實花 個展 - noir and SAKURAN」                      | TIVAC（台北）                                                   |                                      |
| 2010.11   | 「VOGUE × Mika Ninagawa 2010 FLOWER POWER」               | 台湾国際花博覧会（台北）                                        |                                      |
| 2010.10   | 「Mika Ninagawa for International Rome Film Festival」    | ローマ国際映画祭会場（ローマ）                                  |                                      |
| 2010.07.  | 「VERY FUN PARK 2010」                                    | TAIPEI101（台湾）                                               |                                      |
| 2010.06.  | 「Summer Loves」                                          |                                                                 |                                      |
| 2010.05.  | 「Tokyo Visualist」                                       | マレーシア国立美術館（英語）（マレーシア）                      |                                      |
| 2010.03.  | 「In aller Munde Suswaren in der Kunst」                  | Museum Villa Rot（ドイツ語）（ドイツ）                          |                                      |
| 2010.01   | 「Liquid Dreams & Acid Bloom」                            | Galerie Wouter van Leeuwen（アムステルダム）                    |                                      |
| （日付）  | （展覧会の題名）                                          | ハウスマルセイユ写真美術館（アムステルダム）                    | 0000                                 |
| 2008.09   | 「ZOOM ON IN OUT JAPAN」                                  | Associazione culturale Wave Photo Gallery（イタリア、ブレシア） |                                      |
| 2021.6.15 | 「Beauty and Power by Mika Ninagawa」                     | イギリス、Daiwa Foundation Japan House                          |                                      |
| 2021.7.22 | 「SHOTENGAI JAPANESE MARKET」                             | [イギリス、COAL DROPS YARD]（英語）                             |                                      |
| 2021.9.10 | Van Cleef & Arpelsコラボレーション展「FLORAE」            | [オテル デヴルー]                                               |                                      |
| 2008.10   | 「Mika Ninagawa Solo Exhibition」                         | Beijing Art Now Gallery Shanghai（上海）                        |                                      |
| 2008.03   | 「Faithful Documents-Japanese Contemporary Photography」  | Aki Gallery（台湾）                                             |                                      |
| 2008.02   | 「Japan！ Culture + Hyper Culture」                       | ジョン・F・ケネディ・センター（ワシントンD.C.）                 |                                      |
| 2007.05   | 「TOKYO DESIGN PREMIO ～Tokyo Designer's Week in MILANO」 | Superstudiopiu（ミラノ）                                        | ※建築家 隈研吾氏とのコラボレーション |
| 2007.04   | 「Mika Ninagawa」                                         | ギャラリー Colette（パリ）                                      |                                      |
| 2007.02   | 「Mika Ninagawa Exhibition」                              | Arndt＆Partner（ベルリン）                                      |                                      |
| 2005.05   | 「MIKA NINAGAWA PHOTO EXHIBITION IN LONDON 2005」         | eclectic（ロンドン）                                            |                                      |
| 2003.10   | 「KEEP IN TOUCH. POSITIONS IN JAPANESE PHOTOGRAPHY展」    | グラーツ美術館（オーストリア）                                  |                                      |
| 2002.09   | 「平遥国際写真フェスティバル」                            | 平遥古城（中国山西省）                                          |                                      |
| 1997.05   | 「日本のニュージェネレーションフォトグラファー展」        | ギャラリー Colette（パリ）                                      |                                      |

### グループ展
| 時期            | 展覧会                                                                    | 会場と都市                                                                        | 備考 |
| --------------- | ------------------------------------------------------------------------- | --------------------------------------------------------------------------------- | ---- |
| 2002.07         | 「THEドラえもん展」                                                       | サントリーミュージアムほか                                                        |      |
| 2002.09         | 「Futuring Power展-Canon写真新世紀10周年記念展-」                         | 東京都写真美術館3F（東京）                                                        |      |
| 2004.01         | 「HARAJUKU COLLABO.APARTMENT 2004」                                       | ラフォーレミュージアム（東京）                                                    |      |
| 2004.04 2004.07 | 「夢みるタカラヅカ展」                                                    | - サントリーミュージアム天保山（大阪） - 東京オペラシティアートギャラリー（東京） |      |
| 2004.04         | 「THEドラえもん展」                                                       | 秋田市立美術館ほか                                                                |      |
| 2005.09         | 「庭園植物記展」                                                          | 東京都庭園美術館                                                                  |      |
| 2006.10         | 「たからもの-写真と言の葉」                                               | 横浜市民ギャラリーあざみ野                                                        |      |
| 2006.03         | 「VOCA展2006」                                                            | 上野の森美術館                                                                    |      |
| 2006.10         | 「アイドル！」                                                            | 横浜美術館                                                                        |      |
| 2006.10         | 「魚のすがた展」                                                          | 愛媛県美術館                                                                      |      |
| 2007.10         | 「SPACE FOR YOUR FUTURE」                                                 | 東京都現代美術館                                                                  |      |
| 2009.11         | 「医学と芸術展：生命(いのち)と愛の未来を探る」                            | 森美術館（東京）                                                                  |      |
| 2013.03.        | 「渋谷パルコ40周年記念エキシビション『シブパル展。』」                    | パルコミュージアム（東京）                                                        |      |
| 2013.04         | 「flowers」                                                               | 十和田市現代美術館                                                                |      |
| 2015.11         | 「東京アートミーティングⅥ “TOKYO”－見えない都市を見せる」                 | 東京都現代美術館                                                                  |      |
| 2019.12.20      | "Wanderlust"「PARCO MUSEUM TOKYO Opening Exhibition vol.2」               | PARCO MUSEUM TOKYO                                                                |      |
| 2021.07.17      | 「MOTコレクション Journals 日々、記す」                                   | 東京都現代美術館                                                                  |      |
| 2021.07.        | 「特別展「蜷川実花・蜷川宏子 二人展—写真とキルトが生み出す極彩色の世界—」 | 岡山シティミュージアム                                                            |      |

- 1997.02 「ネイキッドアイズ展」[パルコギャラリー]

- 2001.10 「それぞれの部屋:Three Rooms」 [新宿エプサイト]

2002年
- 2002.09 「VERSUS EXHIBITION 02」 [中目黒DEPOT/渋谷パルコミュージアム、他]

2003年
- 2003.03 「ひとつぼ展-20回記念展-/ｇoinｇ 1992-2002」[銀座ガーディアン・ガーデン
- 2003.06 「ぴあ創刊1000号記念展/希望HOPE-未来は僕の手の中」[ラフォーレミュージアム]
- 2003.09 「日本の新進作家 -幸福論-展」[東京都写真美術館2F][22]
- 2003.09 「ディズニーグッズ ラボラトリー東京展」[目黒ホテルクラスカ2Fギャラリー]
- 2003.10 「take art collection 2003」[青山・スパイラル/スパイラルガーデン]
- 2003.11 「第41回 岡山市芸術祭公式プログラム「LOVE PLANET-愛の惑星-」展 」[旧出石小学校教室]

2009年
- 2009.07 「花・風景展：モネと現代日本のアーティストたち：大巻伸嗣、蜷川実花、名知聡子」

2011年
- 2011.01.「楳図かずお恐怖マンガ展―楳恐(うめこわ)―」渋谷parco Parco Factory
- 2011.11.「SEVEN for SEVENTY」TABLOID（東京）
- 2011.08.「森山大道 x 蜷川実花 二人展」タカ・イシイギャラリー京都 / 小山登美夫ギャラリー京都[23]
- 2011.08.「蜷川実花・蜷川宏子 二人展～写真とパッチワーク・キルト、母と娘のコラボレーション」しいのき迎賓館（金沢）

2015年
- 2015.01「大野智史、桑久保徹、蜷川実花、福永大介」小山登美夫ギャラリー（東京、清澄白河）

2017年
- 2017.04.「Sensible Garden 感覚の庭」銀座 蔦屋書店

2018年
- 2018.4.23.「the MOTHER of DESIGN@(marunouchi)HOUSE ZINE House」[丸の内ハウス]
- 2018.04.28.「写真・X・そして私」[FUJIFILM Imaging Plaza 内ギャラリー]

2019年
- 2019.06.06 「PARA ATHELETE −パラアスリートたちの息づかいと、パラスポーツの興奮−」[キヤノンギャラリー S]
- 2019.07.20.「蜷川実花・蜷川宏子 二人展 —写真とキルトが生み出す極彩色の世界—」金津創作の森アートコア

2020年
- 2020.09.03 「光の中へ」[キヤノンギャラリー銀座]

2021年